# 比乌雷
比乌雷，是西班牙加泰罗尼亚赫罗纳省的一个市镇。总面积10平方公里，总人口233人（2001年），人口密度23人/平方公里。